# Pedro Velaz de Medrano
Pedro Velaz de Medrano y Manso de Zúñiga (Santo Domingo de la Calzada, 28 de julio de 1603-Coímbra, c. 1659) fue un destacado marino español durante el reinado de Felipe IV. En 1648 traicionó a la corona y se pasó al bando francés. Es célebre por haber capitaneado una flotilla corsaria francesa en el Caribe con la intención de capturar la flota del tesoro española.

## Nacimiento y ancestros
Pedro fue bautizado en la Catedral de Santo Domingo de la Calzada, localidad donde pasó sus primeros años. Allí residían por aquel entonces sus padres:  Antonio Velaz de Medrano y Mendoza y María Manso de Zúñiga. El primero había servido como soldado en Nápoles y Sicilia y lo haría posteriormente corregidor en las localidades de Málaga (1609-12) y Cuenca-Huete (1612-14). También fue caballero de la orden de Santiago. Su esposa, por su parte, era miembro del poderoso clan de los Manso de Zúñiga, una familia riojana originaria de la localidad de Canillas de Río Tuerto a la que pertenecían el entonces obispo de Calahorra-La Calzada, Pedro, y sus otros sobrinos: Pedro Manso, presidente del Consejo de Castilla y patriarca de Indias, Martín Manso de Zúñiga, obispo de Oviedo y de Osma, y Francisco Manso de Zúñiga y Solá oidor del Consejo de Indias y futuro primer conde de Hervías.

## Primeros años

### Paje del rey
La influencia de los Manso de Zúñiga en la corte explica que Pedro entrase al servicio directo del rey Felipe III en calidad de paje en 1615. En ella permaneció hasta su ingreso en la Carrera de Indias en 1623. Ésta fue una salida habitual de los pajes del soberano en aquel entonces.

### Caballero de Santiago
Antes de su salida de la Real Casa de Caballeros Pajes, Pedro obtuvo en 1621 otra muestra de distinción por parte del monarca: el hábito de la orden de Santiago. 

### Carrera militar

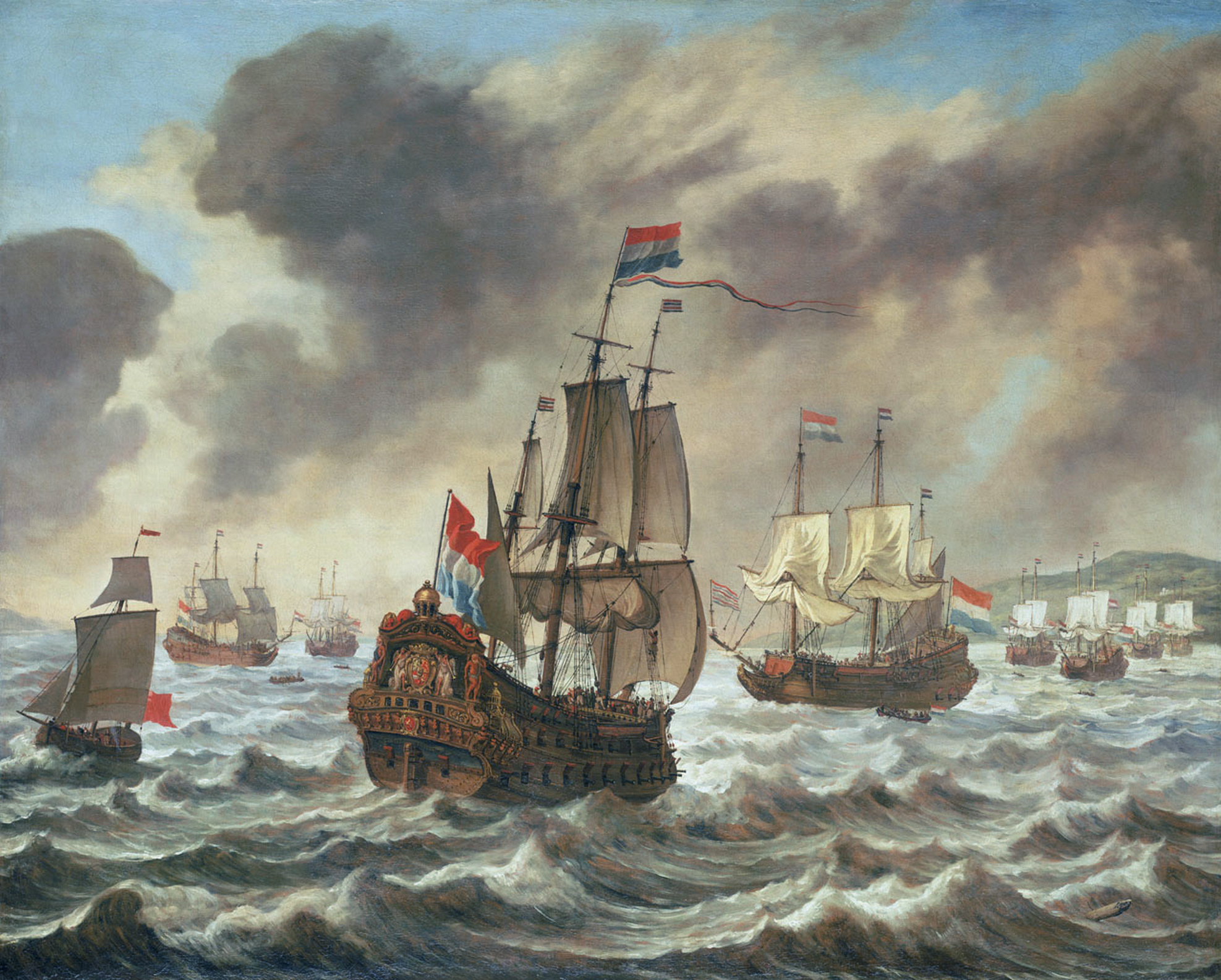
Antes de la batalla de las Dunas, de Reinier Nooms (cerca de 1639), representando el bloqueo holandés de la costa inglesa. El navío mostrado es el Aemilia, el buque insignia de Tromp.

En 1623 abandonó la Casa de Pajes e ingresó en la Armada del Estrecho de Gibraltar. En ella participó en una acción menor en el Cabo de San Vicente. Sus aptitudes marineras llamaron la atención de D. Fadrique de Toledo, que lo enroló en la jornada de Brasil que recuperó Bahía de manos de los holandeses en 1625. En 1629, todavía bajo su mando, participó en las acciones de las islas de San Cristóbal y Nieves. En 1631 se excusó, sin embargo, de participar en la expedición que intentó recuperar Pernambuco por hallarse enfermo. En la década de los 30 continuaron sus ascensos: Sargento mayor y gobernador del tercio de Álava, gobernador de cinco galeones de la Armada de Nápoles, almirante de escuadra... En 1638 acudió al socorro de Fuenterrabía al mando de su tercio y en 1639 participó en la batalla de las Dunas al mando del navío Orfeo. Prisionero de los franceses en París tras encallar su buque en las costas galas, fue liberado en 1640. En 1644 fue nombrado Capitán General de la Armada de Barlovento y fue encargado de la custodia de la Flota de Nueva España que entró con éxito en el puerto de Veracruz el 17 de julio de 1644. A su regreso a la Península, en 1645, solicitó al monarca la concesión de un marquesado y otras mercedes en recompensa a sus servicios. Sin embargo, la crisis en la que estaba sumida la monarquía tras la sublevación de Cataluña y de Portugal impedían grandes dispendios y no obtuvo satisfacción a sus demandas.

### Mayorazgo de Tabuérniga
La institución de este mayorazgo en 1602 por parte del obispo Pedro Manso de Zúñiga, tío abuelo de Pedro, está en el origen de la creación del título de marqués de Tabuérniga en 1682 por el rey Carlos II. El mayorazgo fue creado como dote para María Manso de Zúñiga al casarse con el padre de Pedro y comprendía una cantidad algo superior a los 10.000 ducados, destinados a la compra de juros y haciendas a discreción de los recién casados, con la condición de que se vinculasen. Esta cantidad fue ampliada en 1612 por el propio obispo en otros 2.000 ducados. 

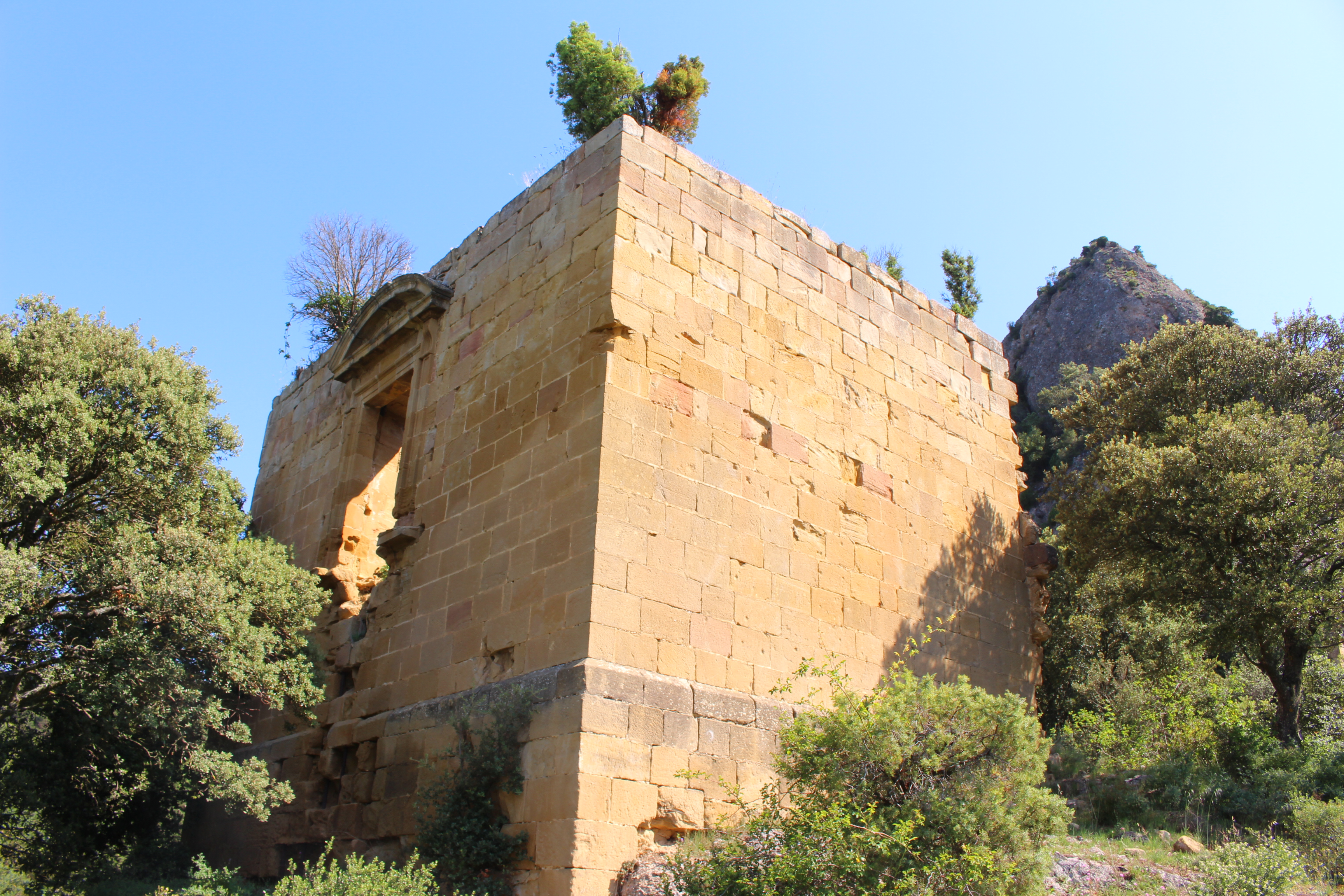
Casa-torre de los Velaz de Medrano en el despoblado de Tabuérniga (actual provincia de Álava)

La mayor parte de este capital se gastó en la adquisición del lugar de Tabuérniga, aprovechando la venta de despoblados promovida durante los reinados de Felipe II y Felipe III. Esta aldea se situaba a los pies de la sierra del Toloño, próxima a la localidad de Labastida. En ella la familia mandó construir una casa-torre de la que todavía hoy en día pueden verse algunos restos.

## Traición a la corona
Tras recibir varias negativas en sus solicitudes de mercedes y nombramientos, Pedro decidió pasarse a Portugal en 1648, prácticamente a la vez del descubrimiento de la conspiración del duque de Híjar En Lisboa ofreció sus servicios a los rebeldes asegurando poder hacerse con la Flota de Nueva España o con la ciudad de Cartagena de Indias. La noticia despertó honda preocupación en Madrid. Se llegó a temer que intentara levantar en armas al reino de Navarra o que viajara a América para conquistar Santo Domingo o incluso el Perú con la ayuda de portugueses e ingleses. En realidad el monarca luso tan solo se planteó enviarlo al frente de una escuadra a socorrer las provincias brasileñas de Maranhâo y Grâo Pará. Y finalmente no se llegó a materializar ni siquiera esta propuesta.

## Corsario en el Caribe
Ante los titubeos de los portugueses, Pedro decidió ofrecer sus servicios al principal enemigo de la corona española: Francia. Allí sus proyectos encontraron la bienvenida que buscaba. Al mando de una primera escuadrilla de tres navíos se presentó en las costas cubanas e hizo algunas presas en 1650. Un año después volvió a hostigar el Caribe coaligado con otro corsario francés, el barón de Ponthezière. Entre ambos reunían una fuerza considerable de 10 embarcaciones. En julio atacaron el puerto de La Guaira pero fueron rechazados. Aunque su presencia causó terror en las autoridades españolas, lo cierto es que la campaña resultó un fracaso. Las flotas españolas invernaron aquel año y esperaron refuerzos para partir, al año siguiente, sin que Pedro tuviera suficiente fuerza para enfrentarse a ellas.

## Últimos años y muerte
El fracaso de sus expediciones corsarias al Caribe debieron enajenarle la confianza del rey francés de modo que en 1656 aparece vinculado a un personaje completamente nuevo: el príncipe Roberto, elector del Palatinado-Renania y sobrino del rey Carlos I de Inglaterra. 
Fallecería poco después, hacia 1659, retirado ya de la vida militar activa, haciendo vida eremítica y con el nombre de Pedro de Jesús, en un convento indeterminado de la región de Coímbra, Portugal. 